# Russenkaninchen

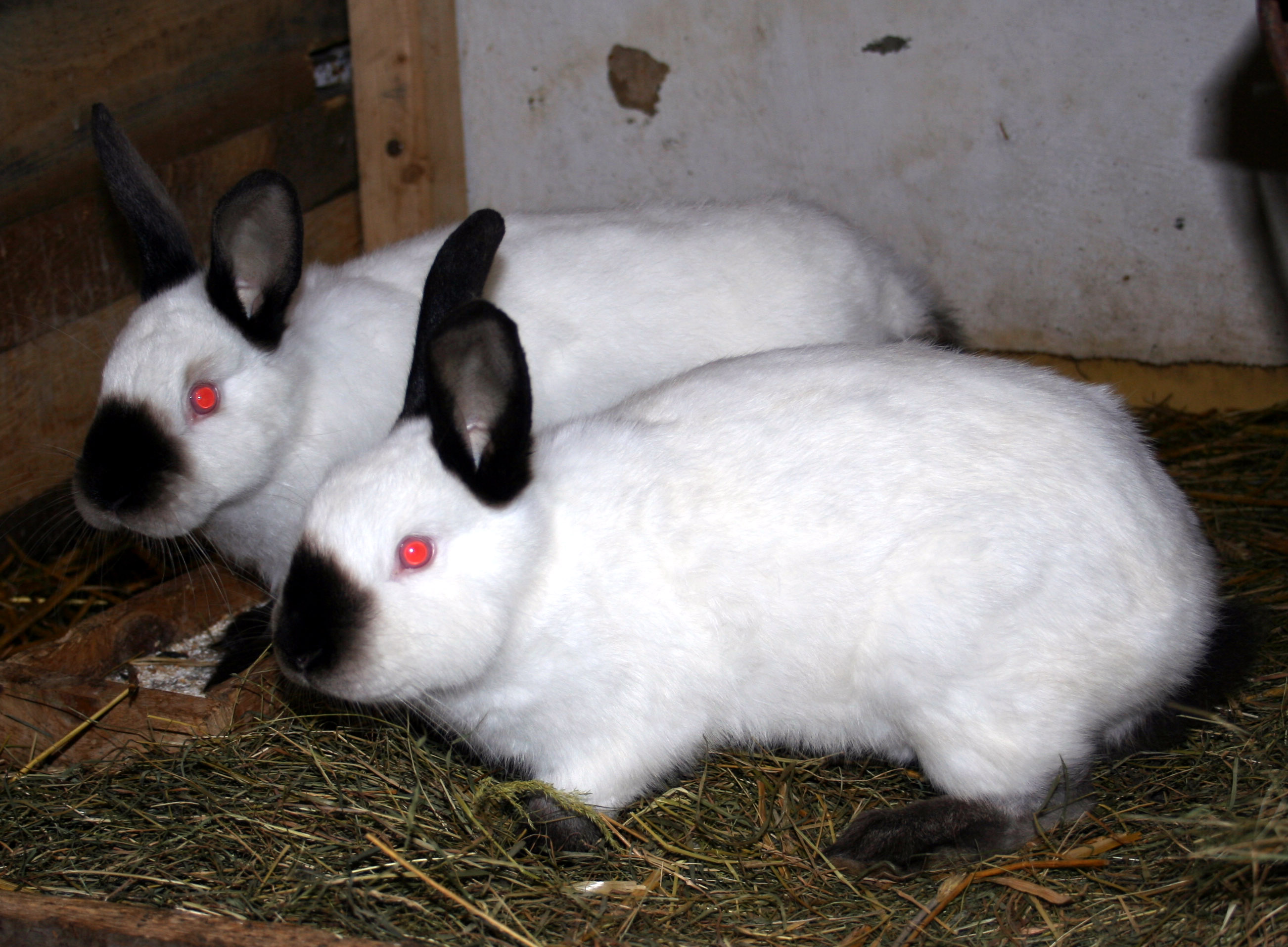
Kaninchen mit Russenfärbung

Das Russenkaninchen oder Russe(n) ist eine kleine Kaninchenrasse. Im englischen Sprachraum ist sie als Himalayan Rabbit bekannt.

## Aussehen des Russenkaninchens

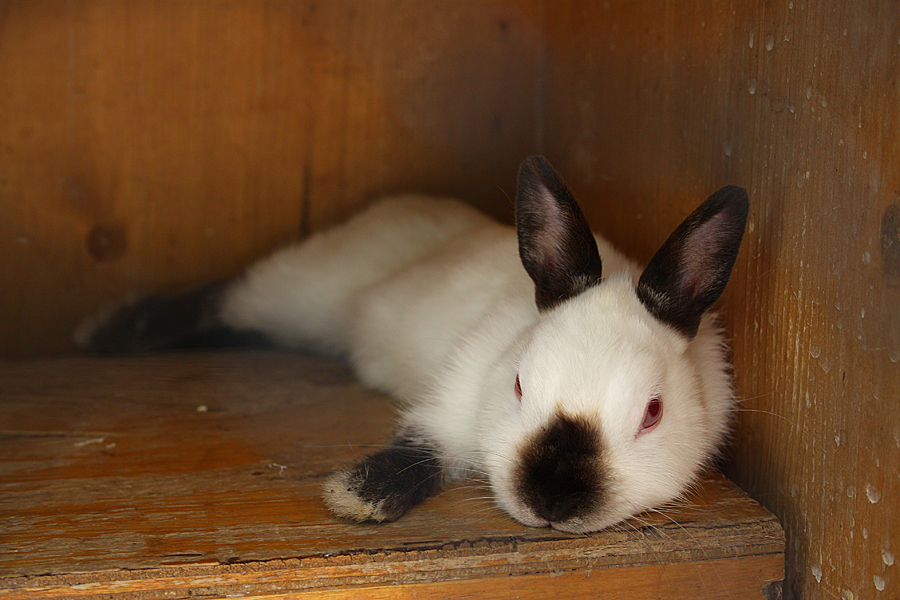
Junges Russenkaninchen

Das Russenkaninchen ist die kleinste Kaninchenrasse nach den Zwergkaninchen. Sein Gewicht beträgt 2,25 kg bei einem leicht gedrungenen Körperbau. Das Russenkaninchen besitzt ein reinweißes, dichtes, Fell, rote Augen sowie gefärbte Ohren, Läufe, Schnauzpartie (Maske) und Blume. Das Russenkaninchen ist in den Farbschlägen Schwarz und Blau anerkannt.
Die entsprechenden Erbformeln lauten:
- Schwarz: anBCDg (Deutsche Symbolik) bzw. aBchDE (Englische Symbolik)
- Blau: anBCdg (Deutsche Symbolik) bzw. aBchdE (Englische Symbolik)

## Akromelanismus / Russenfaktor
Der Russenfaktor (deutsches Symbol an), im englischen Sprachgebrauch als Himalayan (englisches Symbol ch) bezeichnet, bewirkt teilalbinotische Tiere mit roten Augen. Lediglich die Schnauzenpartie, Ohren, Läufe und Blume sind gefärbt (Akromelanismus). Beim von der Wildfarbe abgeleiteten Mutationstyp ist die Blumenunterseite hell, die Abzeichen sind chinchillafarbig. Dem Standard entsprechende Tiere zeigen einfarbig schwarze oder blaue Abzeichen. Die dunkle Färbung der Extremitäten wird hervorgerufen durch sogenannte Kälteschwärzung. Lediglich die Körperstellen, an denen eine Hauttemperatur von unter 35 °C (nach anderen Angaben 28 °C) herrscht, bilden eine Farbe aus. Ursache für dieses Phänomen ist das Vorliegen einer hitzelabilen Tyrosinase. Aus diesem Grund ist die Zeichnung von Russenkaninchen im Winter meist deutlich besser ausgeprägt als im Sommer, in sehr milden Gegenden ist es schwieriger, gut gezeichnete Tiere zu erhalten. Bei älteren Tiere erscheint manchmal auch eine dunkle Zone an den Augen. Wird einem Tier mit Russenfaktor im Winter ein Teil des Felles geschoren, wächst dort dunkles Haar nach, der entstandene Fleck verschwindet beim nächsten Haarwechsel. Die Jungtiere der Russenkaninchen werden reinweiß geboren, die Ausbildung der Zeichnung erfolgt erst nach Verlassen des Nestes im Laufe der ersten Haarwechsel. Sind die Jungtiere während der Säugeperiode Kälte ausgesetzt, entsteht häufig ein grauer Anflug des Felles, der beim Fellwechsel verschwindet.

## Geschichte des Russenkaninchens
Das Russenkaninchen gehört zu den ältesten Kaninchenrassen. Es gibt Berichte, wonach es bereits vor Jahrhunderten in Asien als Opfertier gehalten worden sein soll, allerdings werden diese Berichte in der Literatur nicht durch Quellen belegt (Darwin schreibt, dass Konfuzius das Kaninchen als würdiges Opfertier für die Götter aufführt, er zitiert dies indirekt. Konfuzius kann allerdings das Hauskaninchen nicht gekannt haben, da es zu seinen Lebzeiten noch nicht domestiziert war und die Wildform nicht in China vorkam. Sollte das zugeschriebene Zitat stimmen, bezieht es sich eventuell auf einen anderen Hasenartigen). Joppich zitiert dazu ohne nähere Angaben „Aufzeichnungen des deutschen Altmeisters der Kaninchenzucht, Paul Waser“. Da das Kaninchen in Asien nicht wild vorkommt, werden diese Berichte in der neueren Literatur als Legenden betrachtet.
Für das Russenkaninchen werden in der alten Literatur diverse Namen genannt, unter anderem wird es als Sibirisches, Chinesisches, Ägyptisches, Polnisches und Windsorkaninchen bezeichnet.
Die ersten Beschreibungen aus Europa werden für 1854 aus Frankreich und 1857 in England gemeldet: Charles Darwin schreibt:
„Two life rabbits were brought to me from Moscow, of about the size of the wild species, but with long soft fur, different from that of the Angora. These Mosow rabbits had pink eyes and were snow-white, excepting the ears, two spots near the nose, the upper and under surface of the tail and the hinder tarsi which were blackish-brown, In short they were coloured nearly like the so-called Himalayan rabbits, presently to be described and different to them only in the character of their fur.“
Übersetzung:
Zwei lebende Kaninchen wurden mir aus Moskau gebracht, ungefähr von der Größe der wilden Art, aber mit langem weichen Pelz, verschieden von dem des Angora. Diese Moskauer Kaninchen hatten rosa Augen und waren schneeweiß, ausgenommen die Ohren, zwei Flecken an der Nase, die obere und untere Oberfläche des Schwanzes und die hinteren Gliedmaßen, die schwärzlich-braun waren. Kurz, sie waren fast wie gefärbt wie die sogenannten Himalaya-Kaninchen, die nachfolgend beschrieben werden und unterschieden sich von ihnen nur durch den Charakter ihres Pelzes.
Einige Zeilen weiter heißt es:
„We come now to the Himalayan breed which is sometimes called Chinese, Polish, or Russian. These pretty rabbits are white, or occasionally yellow, excepting their ears, nose, feet and the upper side of the tail, which are all brownish-black, but the have red eyes, they may be considered as albinos. I have received several accounts of their breeding perfectly true. From their symmetrical marks, they were at first ranked as a specifically distinct and were provisionally named L. nigripes.“
Übersetzung:
Wir kommen jetzt zum Himalaya-Kaninchen, welches manchmal auch Chinesisches, Polnisches oder Russisches genannt wird. Diese hübschen Kaninchen sind weiß, oder manchmal gelb, ausgenommen ihre Ohren, Nase, Füße und die Oberseite des Schwanzes, die schwärzlich braun sind, aber sie haben rote Augen, sie könnten als Albinos aufgefasst werden. Ich habe mehrere Berichte über ihre Reinerbigkeit erhalten. Aufgrund ihrer symmetrischen Abzeichen wurden sie zuerst als artmäßig verschieden eingeordnet und erhielten der vorläufigen Namen L. (Lepus) nigrides.
Das von Darwin beschriebene Russenkaninchen stellt nach Hochstrasser eine Kombination der Russenfärbung mit dem Lohfaktor (nach Hochstrasser Abzeichenerhaltungsfaktor), da Kaninchen, die den Russen- und Wildfarbigkeitsfaktor kombinieren, chinchillafarbige Abzeichen aufweisen. Solche Tieren fallen aus Verpaarungen von Chinchillafarbigen Marderkaninchen. Die Erbformel kann somit als
anBCDg0 (Deutsche Symbolik) bzw. atBchDE (Englische Symbolik)
angegeben werden.
Darwin beschreibt im weiteren Verlauf, dass diese Kaninchen aus Kreuzungen zwischen „gewöhnlichen schwarzen Kaninchen“ und Chinchillas (wofür schwarze und chinchillafarbige Nachkommen angegeben werden, was für eine Spalterbigkeit der Eltern in der Albinoserie spricht) sowie mit Silberkaninchen erhalten wurden. Heute wissen wir, dass die Russenzeichnung auf einer Mutation in der Albinoserie beruht.
Darwin beschreibt bereits in aller Ausführlichkeit des Phänomen der Kälteschwärzung, besonders bei den Jungtieren, setzt dies jedoch in Beziehung zu den umgekehrt schwarz geborenen und dann aufhellenden Silberkaninchen. Man muss sich bewusst sein, dass zu dieser Zeit die Mendelschen Regeln gerade erst veröffentlicht waren (und von Darwin zeitlebens übersehen wurden) und die Genetik der Fellfarben beim Kaninchen erst wesentlich später aufgeklärt wurde.
Das Russenkaninchen wurde in England als Rasse gezüchtet und ist in Deutschland bereits im in den ersten Standards 1893 als eine von fünf damals bekannten Kaninchenrassen aufgeführt und wird seitdem hier und in anderen Ländern im Prinzip in unveränderter Form gezüchtet und ist regelmäßig auf Ausstellungen zu sehen.

### Ähnliche Rassen
Der europäische Standard kennt ein Großes Russenkaninchen, eine mittelgroße Kaninchenrasse.
Daneben existiert mit dem Kalifornier eine mittelgroße Wirtschaftsrasse, die ebenfalls die Zeichnung des Russenkaninchen zeigt.
In den „Bewertungsbestimmungen für Rassekaninchen in sozialistischen Ländern“, die von 1980 bis zur Wiedervereinigung auch in der DDR galten, war das Nitraner Kaninchen anerkannt, eine tschechische Züchtung, ein mittelgroßes Kaninchen mit blauen Abzeichen, die auch heute noch in der Tschechischen Republik gezüchtet wird.
Russenfarbige Schläge gibt es des Weiteren bei Angora, Rexkaninchen, Satinkaninchen und Zwergkaninchen.
Das Marderkaninchen in seiner standardgemäßen Form ist spalterbig, die Kreuzung typgemäßer Tiere ergibt 25 % reinerbige russenfarbige Tiere.

### Die Russenfärbung bei weiteren Tierarten
Die Russenfärbung ist auch von Hausmeerschweinchen, Goldhamstern, Farbratten, Farbmäusen und von Katzen mit Colorpoint-Färbung bekannt.